# Vlaamse Parkinson Liga
De Vlaamse Parkinson Liga (VPL) is een patiëntenvereniging, met als doel informatie en ondersteuning te bieden aan patiënten met de ziekte van Parkinson en hun omgeving, en aan zorgverleners. De Liga wil daartoe samenwerken met andere patiëntenorganisaties in het veld van neurologische aandoeningen, en met de overheid.
De Liga publiceert het driemaandelijks tijdschrift Parkoers en thematische folders. Er worden ook aangepaste activiteiten voor mensen met parkinson georganiseerd. Parkinson Punt. is een door de Liga aangeboden informatie- en adviesdienst voor lijders aan parkinson en hun mantelzorgers. 
De Liga is in 2005 opgericht als vereniging zonder winstoogmerk (vzw), ze heeft haar kantoor in Leuven, Vlaams-Brabant.